# Barbarella (banda)
Barbarella é uma banda brasileira formada em 1970 na cidade de Arroio do Meio, no Rio Grande do Sul, e liderada por Ivo Spohr. De acordo com o Jornal Pioneiro, o grupo foi um "fenômeno regional" e um dos mais conhecidos no interior gaúcho.
Inicialmente chamada Vida Alegre, a banda mudou seu nome em referência ao filme homônimo e a uma canção tocada nas aberturas de suas apresentações. Os dois primeiros álbuns foram gravados em 1981 e 1984, respectivamente. Foi no terceiro, intitulado Para Cantar, Dançar e Sonhar, de 1989, que o grupo alcançou notoriedade no sul do Brasil com faixas como "Aldeia", "Sedução" e "Só uma Canção", o seu maior sucesso, uma versão de "I Wanna Hear Your Heartbeat (Sunday Girl)", da banda europeia Bad Boys Blue. Nessa época, a banda estava envolvida com o produtor Patineti, que trabalhou com Elis Regina, o que lhes garantiu grande divulgação midiática.
| “                                            | É uma letra que escrevi em cima da melodia de uma música do Bad Boys Blue, que era uma banda na qual eu me inspirava muito. Assim surgiu o meu refrão mais conhecido: "...eu quero uma canção que libere as emoções. Pra cantar, pra dançar, pra sonhar" | ” |
| — Edson Leite, compositor de "Só uma Canção" | |   |

Além de Ivo Spohr, a banda contou com diversos integrantes ao longo dos anos, como seu irmão Auri e seu filho Darlan. A formação de maior sucesso continha o vocalista e compositor Edson Leite, autor de "Só uma Canção". O grupo lançou onze álbuns de estúdio e dois ao vivo, tendo recebido um disco de ouro pela obra Barbarella Clássicos.